# Аракин, Александр Тихонович
Александр Тихонович Аракин (1845—1891) — товарищ министра юстиции, тайный советник.

## Биография
Родился 23 октября (4 ноября) 1845 года в Царском Селе в семье Тихона Максимовича Аракина (1797—1886), получившего впоследствии чин тайного советника. Имел братьев: Фёдор (1838 — не ранее 1896), генерал-лейтенант; Дмитрий (1841—1910), генерал-майор.
В 1865 году окончил Императорское училище правоведения по первому разряду, с медалью.
Первые тринадцать лет своей служебной деятельности провел в Сенате, преимущественно в 1-м департаменте, где был обер-секретарём. В 1878 году перешел в Государственную канцелярию, на должность помощника статс-секретаря Государственного Совета. Блестящие способности и необыкновенное трудолюбие Аракина обусловили его дальнейшие быстрые служебные успехи. С образованием, в 1883 году, в кабинете Его Величества отделения для заведования поземельными вопросами и устройством крестьян в Алтайском округе, Аракин был назначен помощником управляющего кабинетом, причём получил в заведование новое дело. В ноябре того же года он был снова переведён в Государственную канцелярию, на должность статс-секретаря Государственного Совета, и произведён в действительные статские советники.
В 1886 году он был назначен директором департамента министерства юстиции. С 1 апреля 1890 года занимал должность товарища министра юстиции; несколько раз управлял министерством в отсутствие министра Н. А. Манасеина; получил чин тайного советника.
Умер 14 (26) июня 1891 года в Санкт-Петербурге. Похоронен на Никольском кладбище Александро-Невской лавры.